# Epidendrum goniorhachis
Epidendrum goniorhachis är en orkidéart som beskrevs av Rudolf Schlechter. Epidendrum goniorhachis ingår i släktet Epidendrum och familjen orkidéer. Inga underarter finns listade i Catalogue of Life.